# 細胞指導者
細胞指導者（さいぼうしどうしゃ、独: Zellenleiter、ツェレンライター）は、1930年から1945年まで存在した国家社会主義ドイツ労働者党（ナチ党）の称号および階級である。細胞指導者は8～12の街区で構成される細胞を担当していた。

## 概要

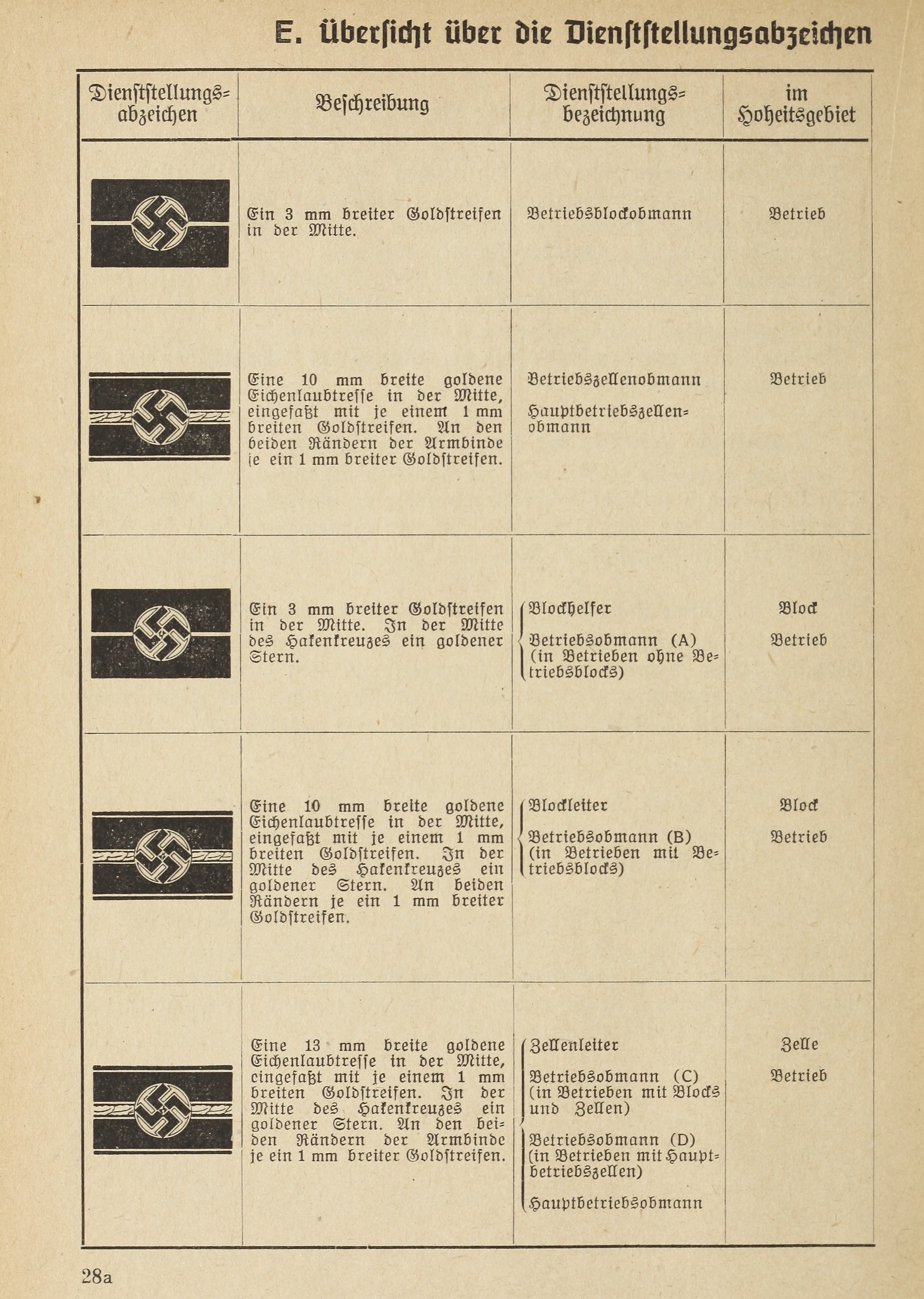
1939年改定後の街区指導者および細胞指導者の腕章

細胞指導者（Zellenleiter）の称号は、1930年に中堅の政治指導者の肩書きとして初めて規定された。当初は細胞役員（Zellenwart）と呼ばれていたが、ナチ党の権力掌握後の1933年より、Zellenwartの階級は事務総長（Hauptstellenleiter）と呼ばれる名称に変更された。
その後、各支所、とりわけ党細胞の指導を担う事務総長（Hauptstellenleiter）は、細胞指導者（Zellenleiter）に改称され、党内での序列を示す階級としてではなく、役職を示す称号として制定された。Zellenleiterは通常、一般市民が日常的に直接取引、交渉をするナチ党の最高幹部であった。
1939年には、党の階級制度の改訂が行われ、Zellenleiterの称号は地区指導部（Ortsgruppen）の役職を示す階級として再編された。Zellenleiterは、党内部における序列を示す階級（通常、細胞指導者に任命される党員の階級は、機動指導者：Bereitschaftsleiterから行動指導者：Einsatzleiterまで）に加え、Zellenleiterであることを示す腕章を身につけていた。
党細胞には以下の役職があった。
- Zellenobmann ― 細胞管理員
- Zellenwalter ― 細胞監査官
- Zellenleiter ― 細胞指導者
- （Hauptbetriebsobmann ― 代表執行役取締）
- （Betriebsobmann D ― 代表執行役（D）
- （Betriebsobmann C ― 代表執行役（C）

また、細胞代表執行役（Betriebszellenobmann）と細胞代表執行役取締（Hauptbetriebszellenobmann）と呼ばれる役職を示す称号が存在したが、これら役員の任務は各細胞の戦時生産管理を担当していた。

## 実態

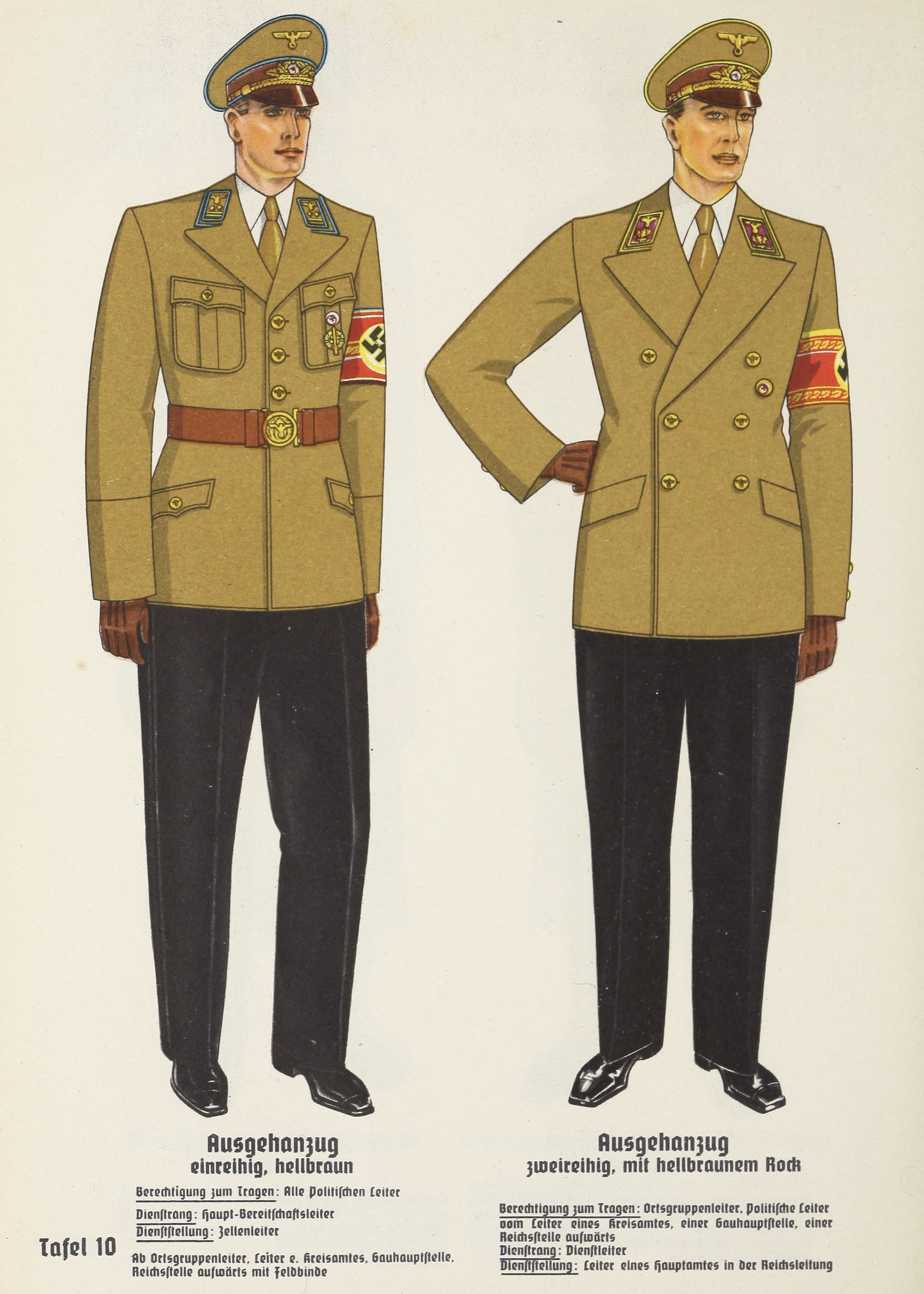
（左）高級機動指導者の階級をもつ細胞指導者の制服（1939年）

細胞指導部は党の政治指導部において6番目の序列にあった。細胞指導者は約4〜8の街区を指導し、各街区は街区指導者が管理していた。特に農村部などの人口密度の低い地域は、細胞指導者の指導領域が制限され、地区指導部の直轄となっていた。
細胞指導者は、街区指導者と共に月例の会議に参加し、定期的に地元の政治指導者に関する口頭報告を行い、不満がある場合には地区本部へ報告する必要があった。
第二次世界大戦中、Zellenleiterは配下の街区指導者（Blockleiter）の活動を監督し、党の政策の実施、戦時における生産の促進、市民の救援活動の管理に重点を置いていたが、特に戦争末期においてドイツ本国に連合軍が侵入した頃には、その役割を果たした。ナチス・ドイツの敗北が迫る中、多くのZellenleiterは国民突撃隊の組織化にあたり、必要に応じて臨時の軍指揮官として機能した。

## ギャラリー

1932-33年までの細胞役員襟章
1933-34年までの細胞役員襟章
1934年中頃の細胞役員襟章
1934-38年までの細胞指導者襟章
1930-33年までの細胞指導者腕章
1938-45年までの細胞指導者腕章
1938-45年までの細胞執行管理員腕章
1938-45年までの細胞監査/管理員腕章